# Mionema
Os mionemas são organelos celulares, contrácteis, que podem ser encontrados numa variedade de protistas, nomeadamente em dinoflagelados, ciliados e radiolários (exemplo: classe Acantharea e ordem Taxopodida).
São constituídos por conjuntos de pequenos filamentos de aproximadamente 2-3 nm de diâmetro, muito compactadas.
As suas funções são de regulação da flutuação e de contracção celular. A contracção celular pode ocorrer na totalidade do corpo celular ou apenas em parte dele, sendo esta mediada pela concentração de cálcio.
Nos Acantharea são também usados para promover o movimento das espículas, para além do controlo da flutuação através da regulação do volume celular. Nos Acantharea, os mionemas são responsáveis pelo movimento dos axópodes. No caso dos Acantharea e dos Taxopodida, a presença de mionemas é uma das características comuns que faz com que se considere terem um ancestral comum.
As estruturas referidas por este termo poderão não estar relacionadas umas com as outras.